# Lispe alpinicola
Lispe alpinicola este o specie de muște din genul Lispe, familia Muscidae, descrisă de Zhong, Wu și Fan în anul 1981. Conform Catalogue of Life specia Lispe alpinicola nu are subspecii cunoscute.